# Инозинат натрия
Инозинат натрия (C10H11N4Na2O8P) — натриевая соль инозиновой кислоты, пищевая добавка E631, используемая в чипсах, продуктах быстрого приготовления, приправах. Усилитель вкуса (умами), применяется только вместе с глутаматом натрия в связи с относительно высокой стоимостью.
В России разрешен только двузамещенный инозинат натрия. Возможные названия пищевой добавки: E-631, инозинат натрия двузамещенный, Disodium Inosinate.